# Поробџије
„Поробџије” је југословенска телевизијска серија снимљена 1976. године у продукцији ТВ Сарајево.

## Радња
Година је 1893 у граду Мостару у Херцеговини, која је дио Аустроугарске.
Стојан, сиромашни дјечак са села долази у град како би радио за богатог, али поквареног и похлепног трговца.
Када трговац умре, Стојан узима његову удовицу за жену и наслиједи трговину са свим лошим навикама покојног власника.

## Епизоде
| Сезона | Епизода | Назив | Датум              |
| ------ | ------- | ----- | ------------------ |
| 1      | 1       | Село  | 27. фебруара 1977. |
| 1      | 2       | Занат | 6. марта 1977.     |
| 1      | 3       | Роса  | 13. марта 1977.    |
| 1      | 4       | Коже  | 20. марта 1977.    |
| 1      | 5       | Вихор | 27. марта 1977.    |
| 1      | 6       | Успон | 3. априла 1977.    |
| 1      | 7       | Пад   | 10. априла 1977.   |

## Улоге
| Глумац                 | Улога                        |
| ---------------------- | ---------------------------- |
| Драган Јовичић         | Стојан Мутикаша (7 еп. 1977) |
| Војислав Воја Брајовић | Перо (6 еп. 1977)            |
| Драган Шаковић         | (6 еп. 1977)                 |
| Вера Чукић             | Анђа (5 еп. 1977)            |
| Оливера Марковић       | Тата (5 еп. 1977)            |
| Боро Беговић           | Хасан (5 еп. 1977)           |
| Славко Михачевић       | (5 еп. 1977)                 |
| Злата Нуманагић        | (5 еп. 1977)                 |
| Јозо Лепетић           | (5 еп. 1977)                 |
| Драган Зарић           | (5 еп. 1977)                 |
| Љиљана Драгутиновић    | (4 еп. 1977)                 |
| Живомир Личанин        | (4 еп. 1977)                 |
| Бошко Марић            | (4 еп. 1977)                 |
| Ранко Гучевац          | (4 еп. 1977)                 |
| Тахир Никшић           | (4 еп. 1977)                 |
| Анте Вицан             | (3 еп. 1977)                 |
| Жарко Мијатовић        | (3 еп. 1977)                 |
| Павле Вуисић           | Симо (3 еп. 1977)            |
| Урош Крављача          | Ђорђија (3 еп. 1977)         |

 Остале улоге ▼
| Глумац                | Улога                   |
| --------------------- | ----------------------- |
| Мирољуб Лешо          | (3 еп. 1977)            |
| Јосип Пејаковић       | (3 еп. 1977)            |
| Ратко Петковић        | (3 еп. 1977)            |
| Вера Прегарец         | (2 еп. 1977)            |
| Боро Милићевић        | (2 еп. 1977)            |
| Вашо Зоркић           | (2 еп. 1977)            |
| Љубица Карачић        | (2 еп. 1977)            |
| Авдо Џиновић          | (2 еп. 1977)            |
| Франка Бачић          | (2 еп. 1977)            |
| Рејхан Демирџић       | (2 еп. 1977)            |
| Даринка Ђурашковић    | (2 еп. 1977)            |
| Даринка Гвозденовић   | (2 еп. 1977)            |
| Душко Крижанец        | (2 еп. 1977)            |
| Петар Ласта           | (2 еп. 1977)            |
| Руди Алвађ            | (1 еп. 1977)            |
| Михајло Мрваљевић     | (1 еп. 1977)            |
| Аднан Палангић        | (1 еп. 1977)            |
| Машо Топић            | (1 еп. 1977)            |
| Фарук Задић           | (1 еп. 1977)            |
| Нада Пани             | (1 еп. 1977)            |
| Вилма Михаљевић       | (1 еп. 1977)            |
| Дана Курбалија        | (1 еп. 1977)            |
| Миленко Видовић       | (1 еп. 1977)            |
| Владо Милосављевић    | (1 еп. 1977)            |
| Александар Стојановић | (1 еп. 1977)            |
| Душан Вујисић         | (1 еп. 1977)            |
| Тони Пехар            | (1 еп. 1977)            |
| Милан Комљеновић      | (1 еп. 1977)            |
| Ивица Кукић           | (1 еп. 1977)            |
| Александар Војтов     | (1 еп. 1977)            |
| Борислав Цветковић    | (1 еп. 1977)            |
| Машо Хаџисмаиловић    | (1 еп. 1977)            |
| Ибро Карић            | (1 еп. 1977)            |
| Роман Мајхровски      | (1 еп. 1977)            |
| Радојко Малбаша       | (1 еп. 1977)            |
| Бошко Влајић          | (1 еп. 1977)            |
| Перица Влајковић      | (1 еп. 1977)            |
| Славко Замола         | (1 еп. 1977)            |
| Фаик Живојевић        | (1 еп. 1977)            |
| Миодраг Мики Крстовић | (непознат број епизода) |

Комплетна ТВ екипа ▼
| Редитељ                   | Александар Јевђевић    | (7 еп. 1977)                         |
| Сценариста                | Светозар Ћоровић       | (7 еп. 1977)                         |
| Сценариста                | Александар Јевђевић    | (7 еп. 1977)                         |
| Продуцент                 | Миодраг Жалица         | придружени продуцент (7 еп. 1977)    |
| Композитор                | Војин Комадина         | (7 еп. 1977)                         |
| Директор фотографије      | Мустафа Мустафић       | (7 еп. 1977)                         |
| Директор фотографије      | Зоран Јолић            | (непознат број епизода)              |
| Монтажер                  | Ружица Цвингл          | (7 еп. 1977)                         |
| Сценограф                 | Кемал Хрустановић      | (7 еп. 1977)                         |
| Уметнички директор        | Един Саџак             | (7 еп. 1977)                         |
| Костимограф               | Хелена Волфрат Којовић | (7 еп. 1977)                         |
| Одсек за шминку           | Сукрија Шаркић         | шминкерка (7 еп. 1977)               |
| Одсек за шминку           | Весна Трогранчић       | асистент шминкера (7 еп. 1977)       |
| Одсек за шминку           | Соња Зечевић           | шминкер (7 еп. 1977)                 |
| Менаџер продукције        | Живорад Ђорђевић       | вођа снимања (7 еп. 1977)            |
| Менаџер продукције        | Миле Јаковљевић        | помоћник организатора (7 еп. 1977)   |
| Менаџер продукције        | Пјер Мајхровски        | директор филма (7 еп. 1977)          |
| Менаџер продукције        | Неџад Салић            | помоћник организатора (7 еп. 1977)   |
| Менаџер продукције        | Оља Варагић            | вођа снимања (7 еп. 1977)            |
| Помоћник режије           | Златко Лаванић         | други помоћник редитеља (7 еп. 1977) |
| Помоћник режије           | Светолик Маричић       | први помоћник редитеља (7 еп. 1977)  |
| Помоћник режије           | Перо Бурић             | помоћник редитеља (6 еп. 1977)       |
| Помоћник режије           | Оливера Варагић        | помоћник редитеља (6 еп. 1977)       |
| Уметнички одсек           | Радован Бојат          | сценски реквизитер (7 еп. 1977)      |
| Уметнички одсек           | Узеир Гута             | патинер (7 еп. 1977)                 |
| Уметнички одсек           | Мирсад Хуковић         | сценски реквизитер (7 еп. 1977)      |
| Одсек за звук             | Љубомир Петек          | Снимач звука(7 еп. 1977)             |
| Одсек за камеру и расвету | Зоран Јолић            | пратилац камере (7 еп. 1977)         |
| Одсек за камеру и расвету | Здравко Калановић      | вођа расвете (7 еп. 1977)            |
| Одсек за камеру и расвету | Радован Климечки       | шарфер (7 еп. 1977)                  |
| Одсек за камеру и расвету | Мишо Крњајић           | сценски радник (7 еп. 1977)          |
| Одсек за камеру и расвету | Адил Лело              | сценски мајстор (7 еп. 1977)         |
| Одсек за камеру и расвету | Мухамед Тахмишчић      | техничар за осветљење (7 еп. 1977)   |
| Одсек за камеру и расвету | Хамдија Заметица       | сценски мајстор (7 еп. 1977)         |
| Одсек за костим           | Јосеф Атијас           | гардеробер (7 еп. 1977)              |
| Одсек за костим           | Теа Фикаис             | гардеробер (7 еп. 1977)              |
| Одсек за костим           | Надежда Тајсановиц     | асистент костимографа (7 еп. 1977)   |
| Одсек за монтажу          | Мирјана Викић          | асистент монтажера (7 еп. 1977)      |
| Одсек за монтажу          | Владимир Војновић      | графички уредник (7 еп. 1977)        |
| Остала екипа              | Мирослав Аврам         | лектор (7 еп. 1977)                  |
| Остала екипа              | Боривоје Борозан       | лектор (7 еп. 1977)                  |
| Остала екипа              | Даринка Петек          | секретар режије (7 еп. 1977)         |